# Amir Bilali
Amir Bilali (født 15. april 1994 i Gostivar, Makedonien) er en makedonsk fodboldspiller med albanske rødder, som spiller for den albanske fodboldklub Bylis Ballsh. Han har spillet for Albaniens U19 og U21 landshold.